# Estación Terrena de La Guardia
La estación terrena de La Guardia es la segunda estación terrena de Bolivia de control y operación satelital junto con la Estación Terrena de Amachuma, la cual es dependiente de la Agencia Boliviana Espacial.

## Historia
La estación está ubicada en la localidad de La Guardia que se encuentra en la provincia Andrés Ibáñez, en el departamento de Santa Cruz, Bolivia
Su construcción comenzó a finales de abril del 2013.
El 9 de octubre de 2013 se comenzó con la instalación de los equipos electromecánicos en la estación terrena de La Guardia a 72 días para el lanzamiento del satélite de telecomunicaciones Túpac Katari
Fue inaugurada oficialmente el 19 de diciembre de 2013, 1 día antes del lanzamiento del Satélite Túpac Katari (TKSAT-1).

## Estadísticas
La estación tiene un bloque técnico administrativo donde se encuentran los servidores de control del satélite, además de salas de control, de descanso, energía y de seguridad. Está construido sobre 900 metros cuadrados.
El costo de la instalación es de $us 8,9 millones, tiene 2 antenas, una de 13 metros para control del satélite, una de 5 metros para enlace con la estación de Amachuma.
El segundo bloque contiene el equipo de generación de energía auxiliar y cumplirá la función de seguimiento, telemetría, control y corrección de parámetros orbitales del satélite.

## Antenas
Las antenas del complejo son:
- Antena 1, construida en 2013. 13 metros de diámetro, sirve para control del satélite Túpac Katari.

- Antena 2, construida en 2013. 5 metros de diámetro, sirve como enlace con la Estación Terrena de Amachuma.